# Christuskirche (Schweinfurt)

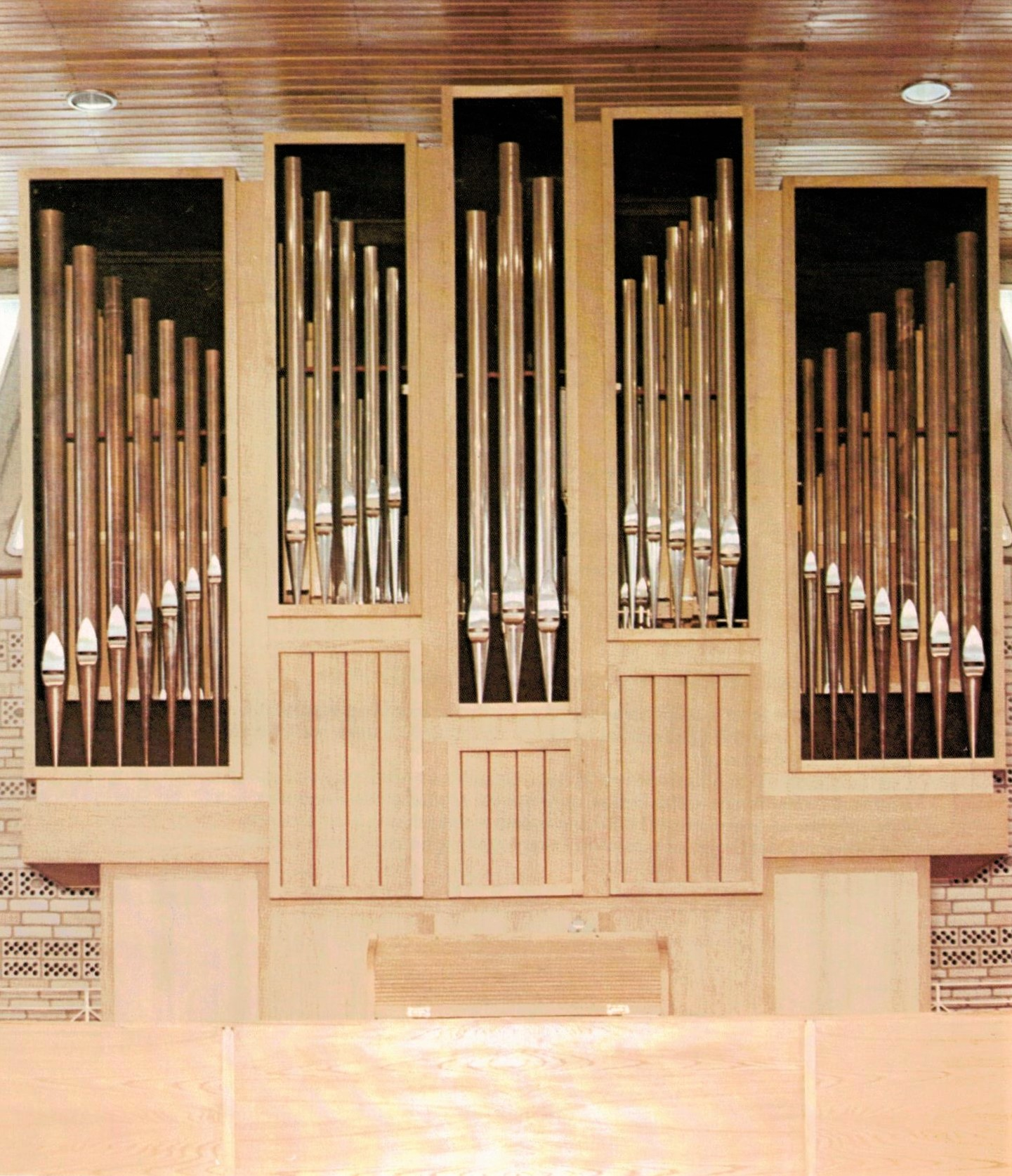

Die Christuskirche ist eine evangelisch-lutherische Pfarrkirche in Schweinfurt für den Nördlichen Stadtteil und die Gartenstadt. Die Kirche liegt an der Bundesstraße 286, die hier Maibacher Straße genannt wird.

## Geschichte
Erste Pläne für die Errichtung einer neuen Kirche datieren bereits auf das Jahr 1939. Die Christuskirche geht auf eine Notkirche zurück, die unmittelbar nach dem Zweiten Weltkrieg im Stadtteil Gartenstadt an der Benno-Merkle-Straße entstand. Hier hatte man eine ehemalige Wehrmachtsbaracke zu einem Gotteshaus umgewandelt und durch die Architekten Rudolf Metzger, Schweinfurt, und Kurt Frank, Nürnberg, mit einem Altarraum, einem Eingangsbereich und einem Dachreiter ausgestattet. Die Kirche bestand 20 Jahre.
Im Jahr 1963 schrieb man einen Architektenwettbewerb aus. Aus diesem ging der Architekt Günter Memmert aus dem pfälzischen Speyer als Sieger hervor. Dem Schweinfurter Heinz Gassmann wurde die Bauleitung übergeben. Am 13. Juni 1964 fand die feierliche Grundsteinlegung für das neue Gotteshaus statt, bereits am 11. Dezember 1964 konnte dann Richtfest gefeiert werden. Am 21. November 1965 weihte Oberkirchenrat Koch die neue Kirche ein. Der Kirche sind auch die evangelische Gemeinden in Dittelbrunn und Hambach zugeordnet.

## Architektur
Die Architektur der Christuskirche zeichnet sich durch schlichte, kubische Formen aus. Die Kirche selbst ist wie ein halbierter Würfel gestaltet und bildet mit dem danebenstehenden Campanile auf quadratischem Grundriss sowie dem Pfarrhaus eine Einheit. Das Gotteshaus präsentiert sich trutzig, weil es außen aus grob behauenem Muschelkalk gearbeitet wurde. Lediglich das hohe Fensterband mit Dreiecksgliederung lockert die Außenseiten auf.
Im Inneren sind auch in der Christuskirche die wichtigen Elemente der Schweinfurter Nachkriegskirchen anzutreffen: So wurde der Innenraum als Einheit ohne Chor oder Seitenschiffe gestaltet. Den Mittelpunkt bildet lediglich ein Podest, auf dem die gottesdienstlichen Handlungen vollzogen werden. Das Lichtband, das knapp unterhalb der Flachdecke der Kirche verläuft, durchlichtet den Innenraum ebenso zu allen Seiten gleichmäßig. Innen verweist der schlichte Werkstoff Kalksandstein an den Wänden auf die Industriestadt Schweinfurt.

## Ausstattung
Den Mittelpunkt der liturgischen Ausstattung bilden Altar, Kanzel und Taufbecken. Alle drei wurden von der Niklashauser Firma Hofmann aus fränkischem Muschelkalk geschaffen. Die Goldschmiedin Margarete Korn-Diergarten stellte 1967 den siebenarmigen Leuchter auf dem Altarpodest her. Statt eines Altarblattes brachte man hinter dem Altar ein in die Wand eingelassenes, aufgelöstes Kreuz an. Es wurde vom Kunstmaler Curd Lessig aus Würzburg geschaffen.
Die Orgel auf der gegenüberliegenden Empore bildet das Gegenstück zum Kreuz. Das Prospekt des Instruments wurde fünfteilig gearbeitet, während das Werk mit seinen 20 Registern wurde im Jahr 1969 von der Firma Otto Hofmann und Söhne aus Ostheim vor der Rhön geschaffen. Die Glocken im Campanile läuten das sogenannte Gloria-Motiv. Sie gehen auf Spenden des Privatmanns Bertold Gundrum und des Konzerns Horten zurück und wurden von den Gebrüdern Rincker aus Sinn gegossen.